# Kościół Świętych Wincentego i Walentego w Bielicach
Kościół Świętych Wincentego i Walentego w Bielicach – kościół filialny parafii św. Jana Chrzciciela w Nowym Gierałtowie. Pochodzący z roku 1766 kościół położony jest we wsi Bielice, w gminie Stronie Śląskie. 

## Historia
Kościół w Bielicach został wzniesiony w roku 1799. Świątynia nie posiadała fundatora, a budowę sfinansowali mieszkańcy wsi. Początkowo była to kaplica modlitewna, następnie kościół cmentarny, a w XX wieku uzyskał status kościoła filialnego. W roku 1939 obiekt został odremontowany przez proboszcza Leona Richtera, wtedy też odnowiono malowidła ścienne. Od roku 1945 kościół nie był użytkowany i stopniowo popadał w ruinę. Dopiero w roku 1986 staraniem księdza Stefana Witczaka, ówczesnego proboszcza parafii Nowym Gierałtowie wyremontowano świątynię i ponownie ją konsekrowano.
Decyzją wojewódzkiego konserwatora zabytków z dnia 16 czerwca 1987 roku kościół został wpisany do rejestru zabytków. 

## Architektura
Kościół jest budowlą późnobarokową, orientowaną, jednonawową, nakrytą dachem dwuspadowym. Świątynia posiada wieloboczne zamknięcie prezbiterium i dobudowaną zakrystię. Od frontu jest dostawiona pięciokondygnacyjna wieża z głównym wejściem, nakryta dachem namiotowym. Elewacje kościoła i wieży są dzielone płaskimi lizenami, wykonanymi w tynku. Z wyposażenia wnętrza jedynie mensa ołtarzowa pochodzi z czasów budowy. Wewnątrz kościoła, na sklepieniu zachowało się malarstwo ścienne przedstawiające patrona świątyni. Na ścianie kościoła obok wejścia jest wmurowana tablica upamiętniająca spotkania opozycjonistów polskich i czechosłowackich, które odbywały się w Górach Złotych i w Bielicach w latach 1981–1989. Przy kościele stoi rzeźba przedstawiająca Ukrzyżowanie, z XIX wieku.

## Galeria

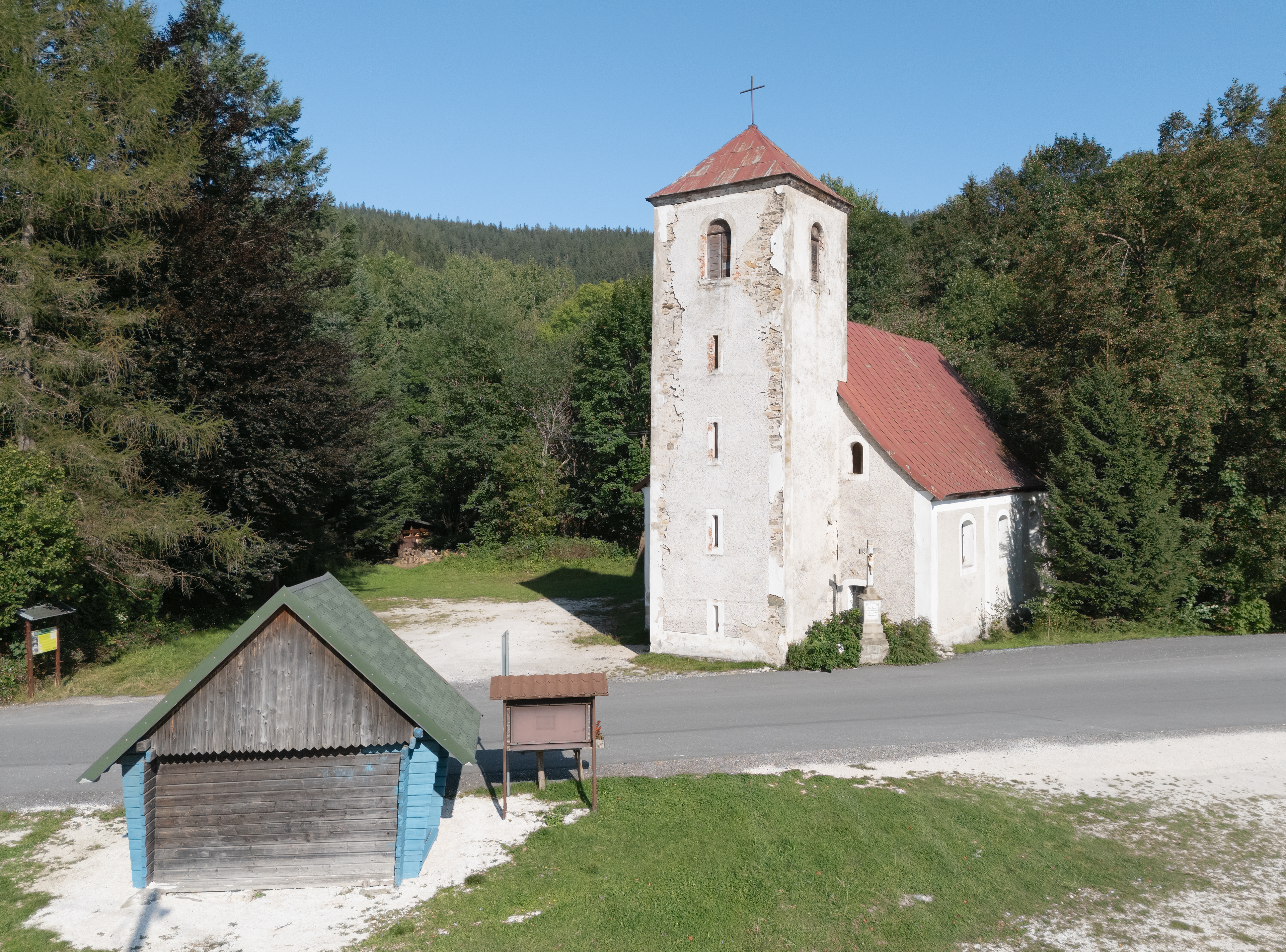
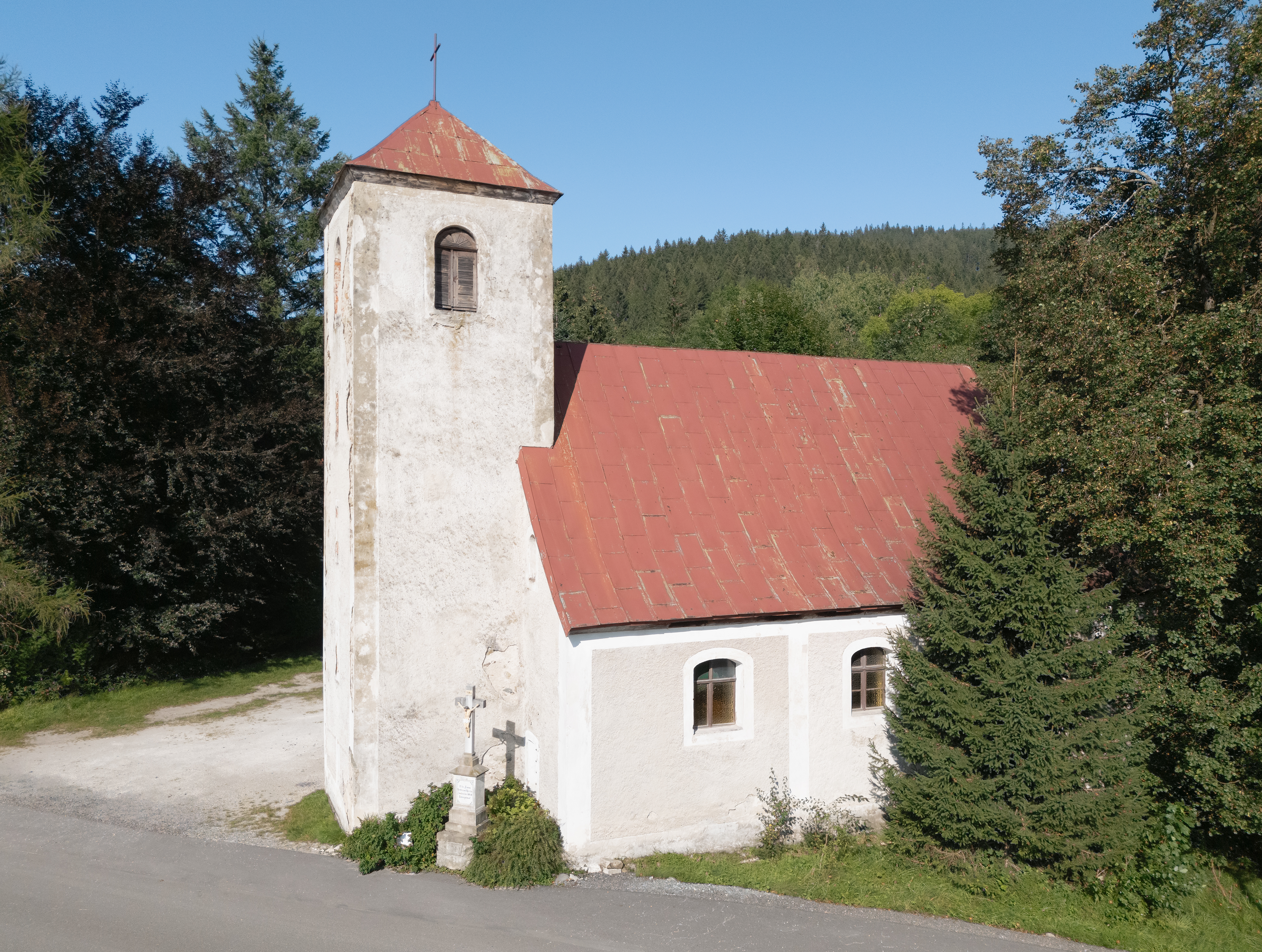
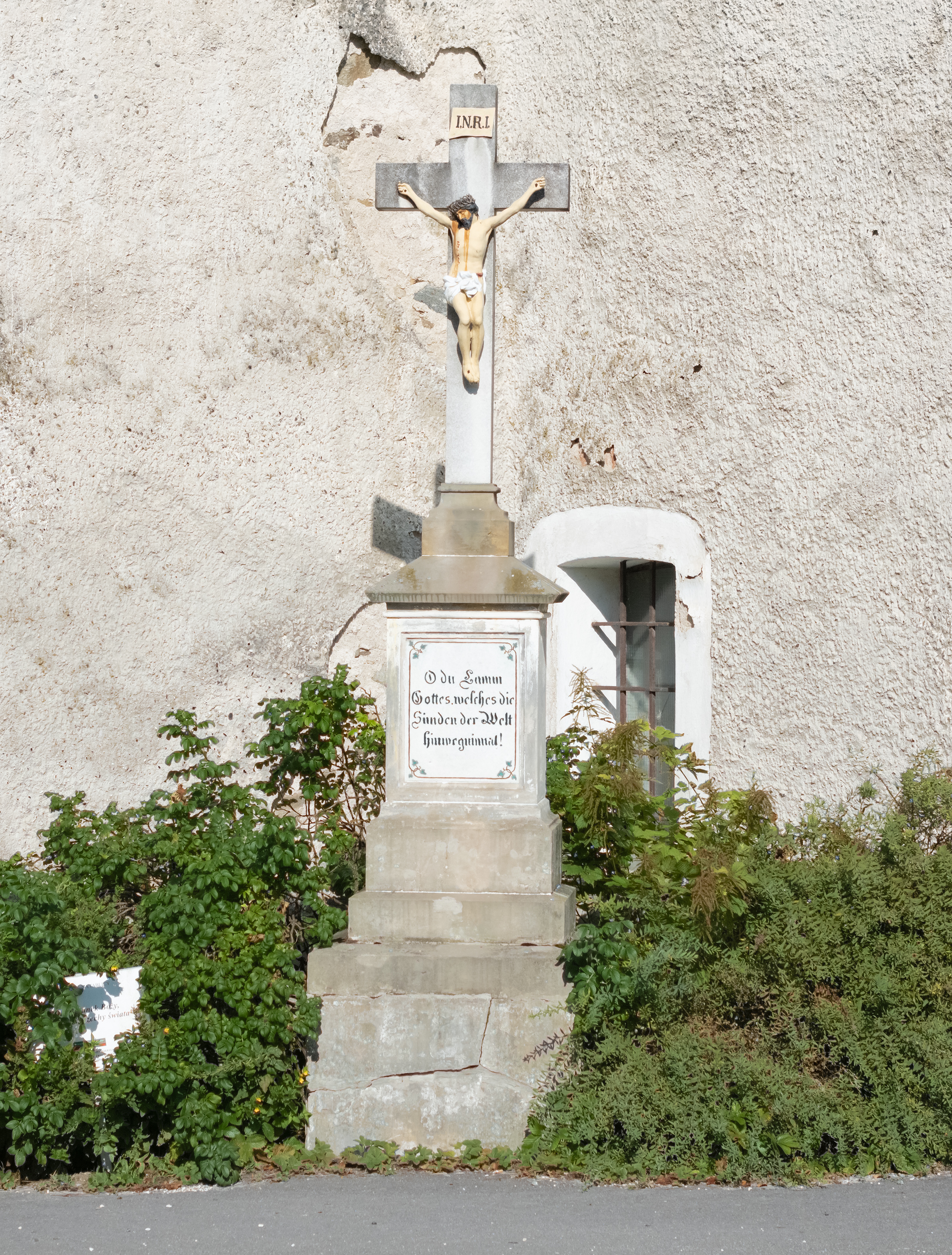
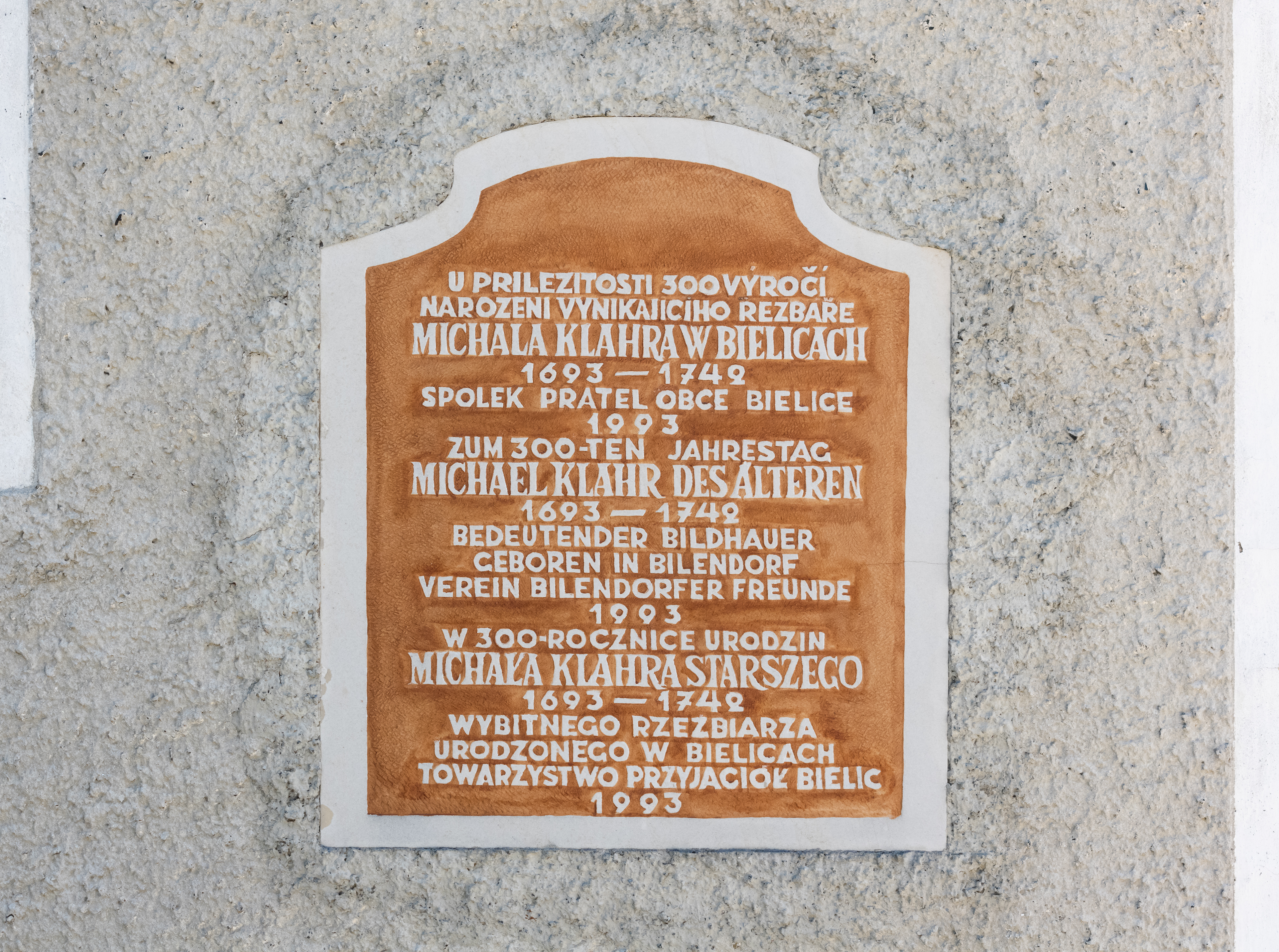
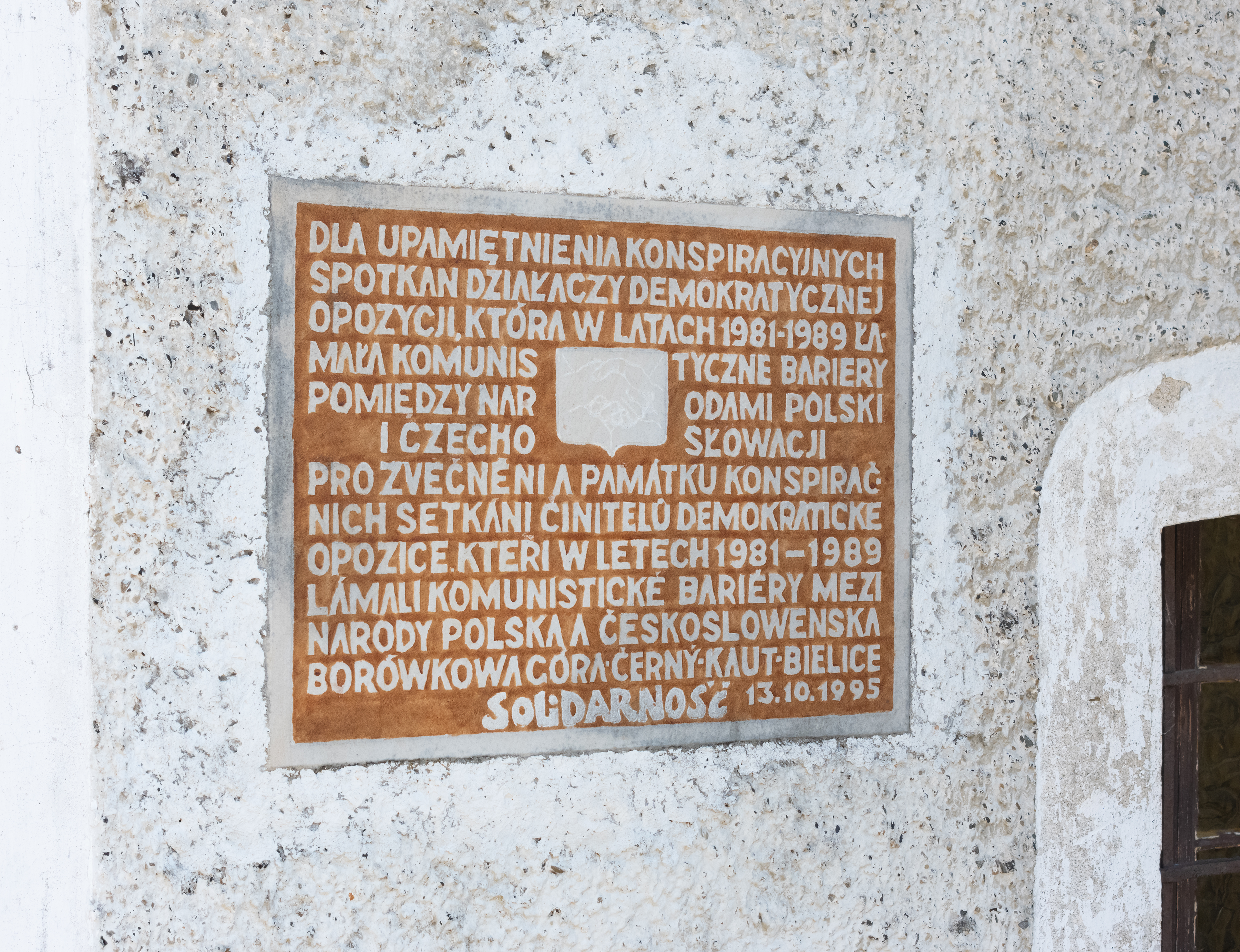
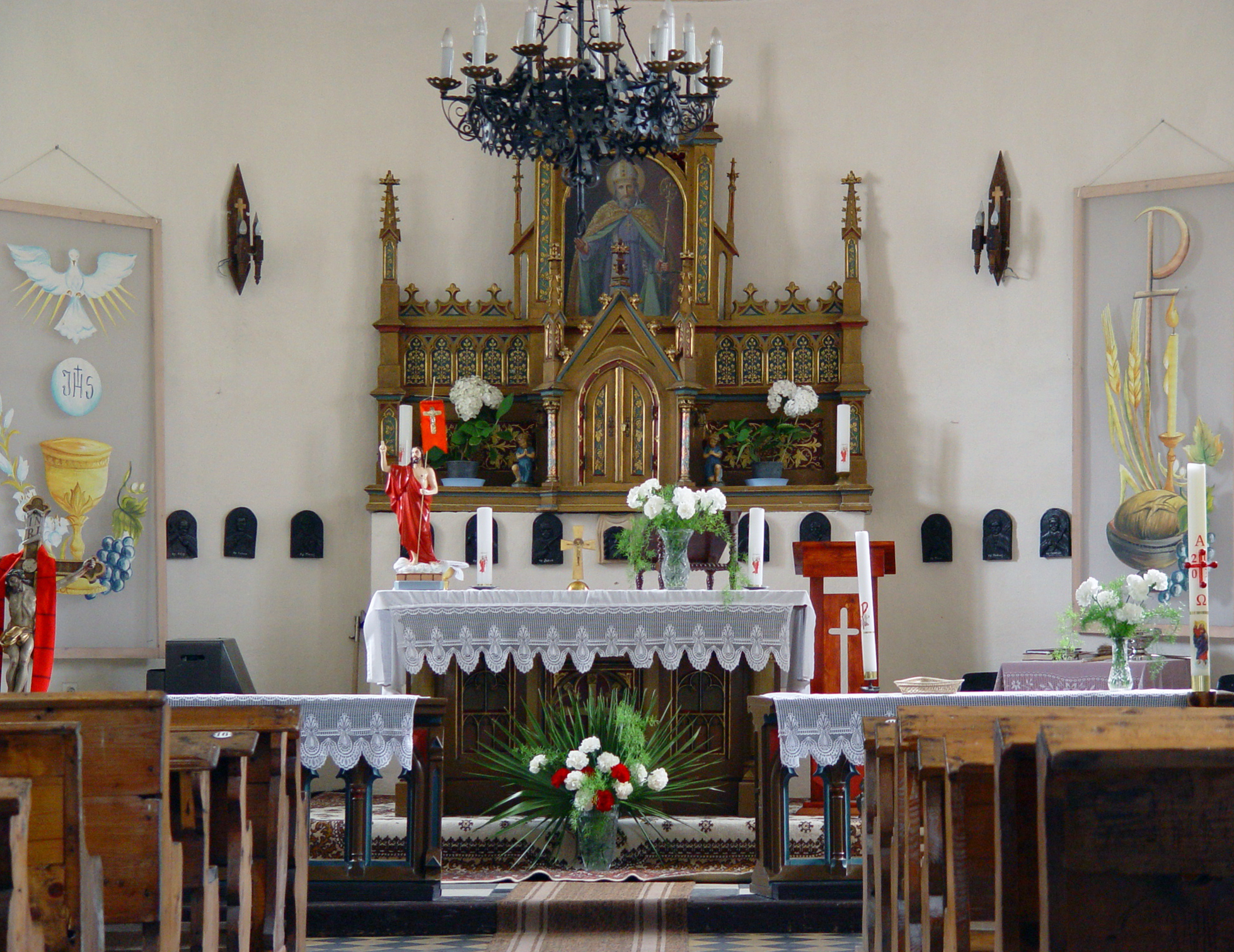